# Yoshio Nishina
Yoshio Nishina (em japonês:  仁科 芳雄, Nishina Yoshio; Satoshō, Okayama, 6 de dezembro de 1890 – 10 de janeiro de 1951) foi um físico japonês.
Nishina estudou engenharia elétrica na Universidade de Tóquio, onde obteve o diploma em 1918.

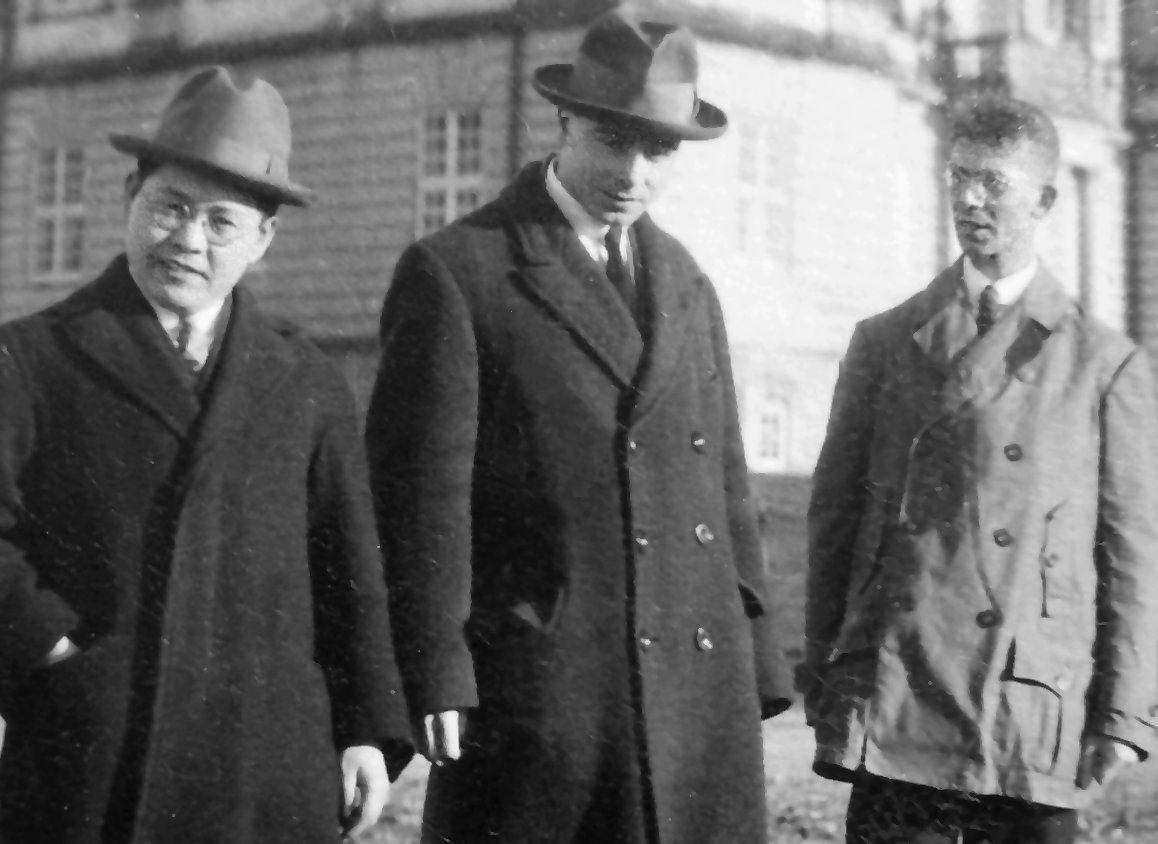
Yoshio Nishina, Llewellyn Thomas e Friedrich Hund, Kopenhagen 1926

Em 1921 foi enviado à Europa, onde permaneceu até 1928. Trabalhou no Laboratório Cavendish em Cambridge com Ernest Rutherford, na Universidade de Göttingen e em Copenhague com Niels Bohr, de quem tornou-se amigo. Lá trabalhou com Oskar Klein na dispersão de raios X e radiação gama em elétrons livres, que levou à fórmula de Klein–Nishina.
Retornou então para o Japão, onde se concentrou em física de partículas elementares de radiação cósmica e aceleradores de partículas em um laboratório no instituto de pesquisa RIKEN, o Laboratório Nishina fundado em 1931. Divulgou a nova mecânica quântica no Japão (após a divulgação em 1922 da física moderna através de uma visita de dois meses de Albert Einstein ao Japão) e convidou cientistas como Paul Dirac, Werner Heisenberg a Niels Bohr para o Japão. Entre seus alunos estão os posteriormente laureados com o Prêmio Nobel Shin'ichiro Tomonaga e Hideki Yukawa.
Na década de 1930 também estudou física nuclear, na época muito atual, e dirigiu a construção de dois cíclotrons, concluída em 1935 no recém fundado Instituto de Física Nuclear no RIKEN. Ele dirigiu o programa de energia nuclear ou armas nucleares no Japão durante a segunda guerra mundial e após a segunda guerra mundial, ele foi presidente de RIKEN. 
Recebeu em 1944 o Asahi Prize e em 1946 a Ordem da Cultura. É concedido desde 1955 em sua memória o Prêmio Nishina.